# Метилэтилкетон
Метилэтилкето́н (систематическое наименование: бутано́н) — химическое соединение класса кетонов, второй член гомологического ряда алифатических кетонов. Химическая формула: CH3-CO-CH2-CH3.
При обычных условиях — бесцветная, подвижная, легколетучая жидкость с запахом напоминающим запах ацетона. Обладает всеми химическими свойствами, характерными для алифатических кетонов.
Используется как растворитель и сырьё в органическом синтезе.

## Получение

### Промышленное производство
В промышленности метилэтилкетон получают из бутенов, содержащихся в бутан-бутиленовой фракции газов переработки нефти. На первой стадии производится гидратация бутенов 70—85%-ной серной кислотой (H2SO4) при 30—40 °C и давлении ~0,1 МПа в 2-бутанол с промежуточным образованием 2-бутилсульфата CH3CH(OSO3H)C2H5. 2-бутанол выделяют ректификацией и окисляют в метилэтилкетон дегидрированием при 400—500 °C (катализатор ZnO на пемзе или цинк-медный) или при 500 °C (в присутствии серебра на пемзе). Селективность гидратации бутенов составляет 80—85 %, дегидрирования 2-бутанола — около 99 %, окислительного дегидрирования — 85—90 %. Недостатки процесса: образование большого количества сточных вод на стадии гидратации, высокие энергозатраты, связанные с необходимостью концентрирования H2SO4 (в процессе гидратации разбавляется до 35%-ной концентрации).
Разработаны и внедрены (в Японии, ФРГ) процессы прямой гидратации бутенов с использованием гетерополикислот и сульфокатионитов в качестве катализаторов, не имеющие указанных недостатков. Перспективно получение метилэтилкетона окислением бутенов на гомогенном катализаторе — водном растворе соли палладия и обратимо действующего окислителя (например, фосфорномолибденванадиевой гетерополикислоты).
В лабораторных условиях метилэтилкетон можно получить дегидрированием 2-бутанола. Для идентификации метилэтилкетона синтезируют его производные: семикарбазон (температура плавления — 148 °C) или 2,4-динитрофенилгидразон (температура плавления — 115 °C).

## Физические свойства
С водой смешивается ограниченно, в любых пропорциях смешивается с большинством органических растворителей. Образует азеотропную смесь с водой (температура кипения  73,41 °С; 88,7 % по массе метилэтилкетона). Температура вспышки -4
°C, концентрационные пределы взрываемости — 1,97—10,2 %. В диапазоне этих концентраций взрывоопасен в смеси с воздухом.

## Применение
Применяется как растворитель поливинилхлоридных, нитроцеллюлозных, полиакриловых лакокрасочных материалов и клеев, типографских красок, а совместно с толуолом ещё и для разделения смесей минеральных масел и низкоплавких парафинов (депарафинизации рафинатов и обезмасливания петролатумов).
Кроме того, применяется для производства чернил и как разбавитель в каплеструйной технологии печати при использовании каплеструйных принтеров для маркировки продукции (сведения о дате производства, срока годности, партии и т. д.).
Служит промежуточным продуктом в производстве пероксида метилэтилкетона (отвердитель полиэфирных смол), втор-бутиламина и др., а также является прекурсором некоторых наркотических веществ, почему в некоторых странах законодательство требует лицензии на использование, хранение и закупку.

## Охрана труда
Легко воспламеняется, смесь с воздухом взрывоопасна при концентрации от 1,4 до 11,4 %. Мгновенно-опасная концентрация 8850 мг/м³
Метилэтилкетон — токсичное вещество. По данным ПДК в воздухе рабочей зоны равна 200 мг/м3 (среднесменная за 8 часов) и 400 мг/м3 (максимально разовая). Порог восприятия запаха может достигать, например, 1000 мг/м3
 и 250 мг/м3. Можно ожидать, что использование широко распространённых фильтрующих СИЗОД в сочетании с «заменой фильтров по появлении запаха под маской» (как это почти всегда рекомендуется в РФ поставщиками СИЗОД) приведёт к чрезмерному воздействию метилэтилкетона на, по крайней мере, часть работников — из-за запоздалой замены противогазных фильтров. Для защиты следует использовать значительно более эффективные изменение технологии и средства коллективной защиты.
Может попадать в организм и через кожу; поражаются глаза, центральная нервная система, кожа, органы дыхания.

## Культура
Формула бутанона CH3-CO-CH2-CH3 на пару как лекарство от болезни печени пять раз упоминается в монологе Михаила Жванецкого «Тщательнее» (1987 год).